# Diceodota (título)

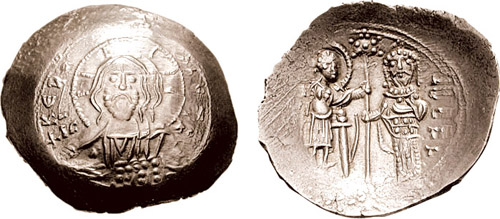
Alejo I Comneno. 1081-1118. El Histamenon Nomisma (4,48 g, 6 h). Casa de la moneda de Tesalónica. Acuñado 1081-1082.

El diceodota o dikaiodotes (en griego: δικαιοδότης, "dador de las leyes") era un oficio judicial bizantino atestiguado en los siglos XI y XII.
El título ya existía desde la antigüedad en el sentido informal de «dispensador de leyes». El título adquirió un sentido técnico probablemente bajo Alejo I Comneno: en 1094, el dikaiodotes es atestiguado como un cargo distinto, presidiendo uno de los principales tribunales del Imperio Bizantino en Constantinopla. Se desconocen sus funciones exactas, pero el cargo fue uno de los más importantes de la administración civil durante su existencia. Sus titulares lo desempeñaban a menudo junto con otros títulos, incluido el prestigioso puesto de kanikleios (guardián del tintero imperial). Su último titular, el sebasto Miguel Belissariotes, está atestiguado en 1197.